# Traité sur le droit des marques
Le traité sur le droit des marques (TLT) est un traité de 1994 conclu par un grand nombre de pays et établissant des procédures de reconnaissance des marques enregistrées dans d'autres pays membres. Il est placé sous l'égide de l'Organisation mondiale de la propriété intellectuelle. 
Le traité est établi avec pour objectifs « de réduire la complexité de la multitude de procédures d'enregistrement et d'accroître la prévisibilité des résultats des demandes » par « la simplification et l'harmonisation de certaines caractéristiques de ces procédures et formalités d'enregistrement de marques ».
Le traité est adopté le 27 octobre 1994 et signé par 42 pays le 28 octobre 1994. Trois autres pays deviennent signataires en novembre de la même année et 12 autres en 1995. Les cinq premiers pays pour lesquels le traité est entré en vigueur sont la République tchèque, la Moldavie, le Sri Lanka, l'Ukraine et le Royaume-Uni, tous le 1er août 1996. 
Dans les années 2000, il devient évident que les termes du traité sont obsolètes à la lumière du développement d'Internet comme moyen de transmission d'informations sur les produits et les entreprises, ce qui conduit à la promulgation du traité de Singapour sur le droit des marques. 